# 1814
Portal Geschichte | Portal Biografien | Aktuelle Ereignisse | Jahreskalender | Tagesartikel

◄ |
18. Jahrhundert |
19. Jahrhundert
| 20. Jahrhundert | ►

◄ |
1780er |
1790er |
1800er |
1810er
| 1820er | 1830er | 1840er | ►

◄◄ |
◄ |
1810 |
1811 |
1812 |
1813 |
1814
| 1815 | 1816 | 1817 | 1818 | ► | ►►
Staatsoberhäupter  · Nekrolog  · Literaturjahr · Musikjahr
| Januar | Januar | Januar | Januar | Januar | Januar | Januar | Januar |
| Kw     | Mo     | Di     | Mi     | Do     | Fr     | Sa     | So     |
| ------ | ------ | ------ | ------ | ------ | ------ | ------ | ------ |
| 52     |        |        |        |        |        | 1      | 2      |
| 1      | 3      | 4      | 5      | 6      | 7      | 8      | 9      |
| 2      | 10     | 11     | 12     | 13     | 14     | 15     | 16     |
| 3      | 17     | 18     | 19     | 20     | 21     | 22     | 23     |
| 4      | 24     | 25     | 26     | 27     | 28     | 29     | 30     |
| 5      | 31     |        |        |        |        |        |        |

| Februar | Februar | Februar | Februar | Februar | Februar | Februar | Februar |
| Kw      | Mo      | Di      | Mi      | Do      | Fr      | Sa      | So      |
| ------- | ------- | ------- | ------- | ------- | ------- | ------- | ------- |
| 5       |         | 1       | 2       | 3       | 4       | 5       | 6       |
| 6       | 7       | 8       | 9       | 10      | 11      | 12      | 13      |
| 7       | 14      | 15      | 16      | 17      | 18      | 19      | 20      |
| 8       | 21      | 22      | 23      | 24      | 25      | 26      | 27      |
| 9       | 28      |         |         |         |         |         |         |

| März | März | März | März | März | März | März | März |
| Kw   | Mo   | Di   | Mi   | Do   | Fr   | Sa   | So   |
| ---- | ---- | ---- | ---- | ---- | ---- | ---- | ---- |
| 9    |      | 1    | 2    | 3    | 4    | 5    | 6    |
| 10   | 7    | 8    | 9    | 10   | 11   | 12   | 13   |
| 11   | 14   | 15   | 16   | 17   | 18   | 19   | 20   |
| 12   | 21   | 22   | 23   | 24   | 25   | 26   | 27   |
| 13   | 28   | 29   | 30   | 31   |      |      |      |

| April | April | April | April | April | April | April | April |
| Kw    | Mo    | Di    | Mi    | Do    | Fr    | Sa    | So    |
| ----- | ----- | ----- | ----- | ----- | ----- | ----- | ----- |
| 13    |       |       |       |       | 1     | 2     | 3     |
| 14    | 4     | 5     | 6     | 7     | 8     | 9     | 10    |
| 15    | 11    | 12    | 13    | 14    | 15    | 16    | 17    |
| 16    | 18    | 19    | 20    | 21    | 22    | 23    | 24    |
| 17    | 25    | 26    | 27    | 28    | 29    | 30    |       |

| Mai | Mai | Mai | Mai | Mai | Mai | Mai | Mai |
| Kw  | Mo  | Di  | Mi  | Do  | Fr  | Sa  | So  |
| --- | --- | --- | --- | --- | --- | --- | --- |
| 17  |     |     |     |     |     |     | 1   |
| 18  | 2   | 3   | 4   | 5   | 6   | 7   | 8   |
| 19  | 9   | 10  | 11  | 12  | 13  | 14  | 15  |
| 20  | 16  | 17  | 18  | 19  | 20  | 21  | 22  |
| 21  | 23  | 24  | 25  | 26  | 27  | 28  | 29  |
| 22  | 30  | 31  |     |     |     |     |     |

| Juni | Juni | Juni | Juni | Juni | Juni | Juni | Juni |
| Kw   | Mo   | Di   | Mi   | Do   | Fr   | Sa   | So   |
| ---- | ---- | ---- | ---- | ---- | ---- | ---- | ---- |
| 22   |      |      | 1    | 2    | 3    | 4    | 5    |
| 23   | 6    | 7    | 8    | 9    | 10   | 11   | 12   |
| 24   | 13   | 14   | 15   | 16   | 17   | 18   | 19   |
| 25   | 20   | 21   | 22   | 23   | 24   | 25   | 26   |
| 26   | 27   | 28   | 29   | 30   |      |      |      |

| Juli | Juli | Juli | Juli | Juli | Juli | Juli | Juli |
| Kw   | Mo   | Di   | Mi   | Do   | Fr   | Sa   | So   |
| ---- | ---- | ---- | ---- | ---- | ---- | ---- | ---- |
| 26   |      |      |      |      | 1    | 2    | 3    |
| 27   | 4    | 5    | 6    | 7    | 8    | 9    | 10   |
| 28   | 11   | 12   | 13   | 14   | 15   | 16   | 17   |
| 29   | 18   | 19   | 20   | 21   | 22   | 23   | 24   |
| 30   | 25   | 26   | 27   | 28   | 29   | 30   | 31   |

| August | August | August | August | August | August | August | August |
| Kw     | Mo     | Di     | Mi     | Do     | Fr     | Sa     | So     |
| ------ | ------ | ------ | ------ | ------ | ------ | ------ | ------ |
| 31     | 1      | 2      | 3      | 4      | 5      | 6      | 7      |
| 32     | 8      | 9      | 10     | 11     | 12     | 13     | 14     |
| 33     | 15     | 16     | 17     | 18     | 19     | 20     | 21     |
| 34     | 22     | 23     | 24     | 25     | 26     | 27     | 28     |
| 35     | 29     | 30     | 31     |        |        |        |        |

| September | September | September | September | September | September | September | September |
| Kw        | Mo        | Di        | Mi        | Do        | Fr        | Sa        | So        |
| --------- | --------- | --------- | --------- | --------- | --------- | --------- | --------- |
| 35        |           |           |           | 1         | 2         | 3         | 4         |
| 36        | 5         | 6         | 7         | 8         | 9         | 10        | 11        |
| 37        | 12        | 13        | 14        | 15        | 16        | 17        | 18        |
| 38        | 19        | 20        | 21        | 22        | 23        | 24        | 25        |
| 39        | 26        | 27        | 28        | 29        | 30        |           |           |

| Oktober | Oktober | Oktober | Oktober | Oktober | Oktober | Oktober | Oktober |
| Kw      | Mo      | Di      | Mi      | Do      | Fr      | Sa      | So      |
| ------- | ------- | ------- | ------- | ------- | ------- | ------- | ------- |
| 39      |         |         |         |         |         | 1       | 2       |
| 40      | 3       | 4       | 5       | 6       | 7       | 8       | 9       |
| 41      | 10      | 11      | 12      | 13      | 14      | 15      | 16      |
| 42      | 17      | 18      | 19      | 20      | 21      | 22      | 23      |
| 43      | 24      | 25      | 26      | 27      | 28      | 29      | 30      |
| 44      | 31      |         |         |         |         |         |         |

| November | November | November | November | November | November | November | November |
| Kw       | Mo       | Di       | Mi       | Do       | Fr       | Sa       | So       |
| -------- | -------- | -------- | -------- | -------- | -------- | -------- | -------- |
| 44       |          | 1        | 2        | 3        | 4        | 5        | 6        |
| 45       | 7        | 8        | 9        | 10       | 11       | 12       | 13       |
| 46       | 14       | 15       | 16       | 17       | 18       | 19       | 20       |
| 47       | 21       | 22       | 23       | 24       | 25       | 26       | 27       |
| 48       | 28       | 29       | 30       |          |          |          |          |

| Dezember | Dezember | Dezember | Dezember | Dezember | Dezember | Dezember | Dezember |
| Kw       | Mo       | Di       | Mi       | Do       | Fr       | Sa       | So       |
| -------- | -------- | -------- | -------- | -------- | -------- | -------- | -------- |
| 48       |          |          |          | 1        | 2        | 3        | 4        |
| 49       | 5        | 6        | 7        | 8        | 9        | 10       | 11       |
| 50       | 12       | 13       | 14       | 15       | 16       | 17       | 18       |
| 51       | 19       | 20       | 21       | 22       | 23       | 24       | 25       |
| 52       | 26       | 27       | 28       | 29       | 30       | 31       |          |

| Januar | Januar | Januar | Januar | Januar | Januar | Januar | Januar |
| Kw     | Mo     | Di     | Mi     | Do     | Fr     | Sa     | So     |
| ------ | ------ | ------ | ------ | ------ | ------ | ------ | ------ |
| 52     |        |        |        |        |        | 1      | 2      |
| 1      | 3      | 4      | 5      | 6      | 7      | 8      | 9      |
| 2      | 10     | 11     | 12     | 13     | 14     | 15     | 16     |
| 3      | 17     | 18     | 19     | 20     | 21     | 22     | 23     |
| 4      | 24     | 25     | 26     | 27     | 28     | 29     | 30     |
| 5      | 31     |        |        |        |        |        |        |

| Februar | Februar | Februar | Februar | Februar | Februar | Februar | Februar |
| Kw      | Mo      | Di      | Mi      | Do      | Fr      | Sa      | So      |
| ------- | ------- | ------- | ------- | ------- | ------- | ------- | ------- |
| 5       |         | 1       | 2       | 3       | 4       | 5       | 6       |
| 6       | 7       | 8       | 9       | 10      | 11      | 12      | 13      |
| 7       | 14      | 15      | 16      | 17      | 18      | 19      | 20      |
| 8       | 21      | 22      | 23      | 24      | 25      | 26      | 27      |
| 9       | 28      |         |         |         |         |         |         |

| März | März | März | März | März | März | März | März |
| Kw   | Mo   | Di   | Mi   | Do   | Fr   | Sa   | So   |
| ---- | ---- | ---- | ---- | ---- | ---- | ---- | ---- |
| 9    |      | 1    | 2    | 3    | 4    | 5    | 6    |
| 10   | 7    | 8    | 9    | 10   | 11   | 12   | 13   |
| 11   | 14   | 15   | 16   | 17   | 18   | 19   | 20   |
| 12   | 21   | 22   | 23   | 24   | 25   | 26   | 27   |
| 13   | 28   | 29   | 30   | 31   |      |      |      |

| April | April | April | April | April | April | April | April |
| Kw    | Mo    | Di    | Mi    | Do    | Fr    | Sa    | So    |
| ----- | ----- | ----- | ----- | ----- | ----- | ----- | ----- |
| 13    |       |       |       |       | 1     | 2     | 3     |
| 14    | 4     | 5     | 6     | 7     | 8     | 9     | 10    |
| 15    | 11    | 12    | 13    | 14    | 15    | 16    | 17    |
| 16    | 18    | 19    | 20    | 21    | 22    | 23    | 24    |
| 17    | 25    | 26    | 27    | 28    | 29    | 30    |       |

| Mai | Mai | Mai | Mai | Mai | Mai | Mai | Mai |
| Kw  | Mo  | Di  | Mi  | Do  | Fr  | Sa  | So  |
| --- | --- | --- | --- | --- | --- | --- | --- |
| 17  |     |     |     |     |     |     | 1   |
| 18  | 2   | 3   | 4   | 5   | 6   | 7   | 8   |
| 19  | 9   | 10  | 11  | 12  | 13  | 14  | 15  |
| 20  | 16  | 17  | 18  | 19  | 20  | 21  | 22  |
| 21  | 23  | 24  | 25  | 26  | 27  | 28  | 29  |
| 22  | 30  | 31  |     |     |     |     |     |

| Juni | Juni | Juni | Juni | Juni | Juni | Juni | Juni |
| Kw   | Mo   | Di   | Mi   | Do   | Fr   | Sa   | So   |
| ---- | ---- | ---- | ---- | ---- | ---- | ---- | ---- |
| 22   |      |      | 1    | 2    | 3    | 4    | 5    |
| 23   | 6    | 7    | 8    | 9    | 10   | 11   | 12   |
| 24   | 13   | 14   | 15   | 16   | 17   | 18   | 19   |
| 25   | 20   | 21   | 22   | 23   | 24   | 25   | 26   |
| 26   | 27   | 28   | 29   | 30   |      |      |      |

| Juli | Juli | Juli | Juli | Juli | Juli | Juli | Juli |
| Kw   | Mo   | Di   | Mi   | Do   | Fr   | Sa   | So   |
| ---- | ---- | ---- | ---- | ---- | ---- | ---- | ---- |
| 26   |      |      |      |      | 1    | 2    | 3    |
| 27   | 4    | 5    | 6    | 7    | 8    | 9    | 10   |
| 28   | 11   | 12   | 13   | 14   | 15   | 16   | 17   |
| 29   | 18   | 19   | 20   | 21   | 22   | 23   | 24   |
| 30   | 25   | 26   | 27   | 28   | 29   | 30   | 31   |

| August | August | August | August | August | August | August | August |
| Kw     | Mo     | Di     | Mi     | Do     | Fr     | Sa     | So     |
| ------ | ------ | ------ | ------ | ------ | ------ | ------ | ------ |
| 31     | 1      | 2      | 3      | 4      | 5      | 6      | 7      |
| 32     | 8      | 9      | 10     | 11     | 12     | 13     | 14     |
| 33     | 15     | 16     | 17     | 18     | 19     | 20     | 21     |
| 34     | 22     | 23     | 24     | 25     | 26     | 27     | 28     |
| 35     | 29     | 30     | 31     |        |        |        |        |

| September | September | September | September | September | September | September | September |
| Kw        | Mo        | Di        | Mi        | Do        | Fr        | Sa        | So        |
| --------- | --------- | --------- | --------- | --------- | --------- | --------- | --------- |
| 35        |           |           |           | 1         | 2         | 3         | 4         |
| 36        | 5         | 6         | 7         | 8         | 9         | 10        | 11        |
| 37        | 12        | 13        | 14        | 15        | 16        | 17        | 18        |
| 38        | 19        | 20        | 21        | 22        | 23        | 24        | 25        |
| 39        | 26        | 27        | 28        | 29        | 30        |           |           |

| Oktober | Oktober | Oktober | Oktober | Oktober | Oktober | Oktober | Oktober |
| Kw      | Mo      | Di      | Mi      | Do      | Fr      | Sa      | So      |
| ------- | ------- | ------- | ------- | ------- | ------- | ------- | ------- |
| 39      |         |         |         |         |         | 1       | 2       |
| 40      | 3       | 4       | 5       | 6       | 7       | 8       | 9       |
| 41      | 10      | 11      | 12      | 13      | 14      | 15      | 16      |
| 42      | 17      | 18      | 19      | 20      | 21      | 22      | 23      |
| 43      | 24      | 25      | 26      | 27      | 28      | 29      | 30      |
| 44      | 31      |         |         |         |         |         |         |

| November | November | November | November | November | November | November | November |
| Kw       | Mo       | Di       | Mi       | Do       | Fr       | Sa       | So       |
| -------- | -------- | -------- | -------- | -------- | -------- | -------- | -------- |
| 44       |          | 1        | 2        | 3        | 4        | 5        | 6        |
| 45       | 7        | 8        | 9        | 10       | 11       | 12       | 13       |
| 46       | 14       | 15       | 16       | 17       | 18       | 19       | 20       |
| 47       | 21       | 22       | 23       | 24       | 25       | 26       | 27       |
| 48       | 28       | 29       | 30       |          |          |          |          |

| Dezember | Dezember | Dezember | Dezember | Dezember | Dezember | Dezember | Dezember |
| Kw       | Mo       | Di       | Mi       | Do       | Fr       | Sa       | So       |
| -------- | -------- | -------- | -------- | -------- | -------- | -------- | -------- |
| 48       |          |          |          | 1        | 2        | 3        | 4        |
| 49       | 5        | 6        | 7        | 8        | 9        | 10       | 11       |
| 50       | 12       | 13       | 14       | 15       | 16       | 17       | 18       |
| 51       | 19       | 20       | 21       | 22       | 23       | 24       | 25       |
| 52       | 26       | 27       | 28       | 29       | 30       | 31       |          |

## Ereignisse

### Politik und Weltgeschehen

#### Europa und die Befreiungskriege
- 2. bis 5. Januar: Der preußische Generalfeldmarschall Blücher überschreitet mit seiner Armee den Rhein.
- 24. Januar: Im Gefecht bei Colombey-les-Deux-Églises während des Winterfeldzugs 1814 der Befreiungskriege unterliegen französische Truppen den aus württembergischen und österreichischen Truppen bestehenden Verbündeten.
- 29. Januar: In der Schlacht von Brienne kann sich Napoleon Bonaparte mit seiner Armee gegenüber Marschall Blüchers preußischen Truppen und russischen Kosaken durchsetzen.
- Januar: Nach dreimonatiger Belagerung marschieren preußische Truppen in Erfurt ein und setzen damit dem französischen Fürstentum Erfurt ein Ende. Im Mai übernehmen sie kampflos die Zitadellen Petersberg und Cyriaksburg.
- 10. Februar: In der Schlacht von Champaubert wird ein russisches Korps der Koalition in den Befreiungskriegen unter dem Befehl von Sachar Dmitrijewitsch Olsufjew von der weitaus größeren, von Napoleon geführten Armee aufgerieben.
- 11. Februar: Montmirail. Napoleon besiegt die Armee Blüchers.
- 14. Februar: In der Schlacht von Vauchamps setzt sich unter geringen eigenen Verlusten erneut die napoleonische Armee im Sechs-Tage-Feldzug innerhalb der Befreiungskriege gegen Koalitionstruppen des Oberkommandierenden, Feldmarschall Blücher, durch.
- 18. Februar: Schlacht bei Montereau. Napoleon besiegt die Österreicher.
- 27. Februar: Napoleon wird bei Bar-sur-Aube geschlagen.
- 4. März: Kongress von Châtillon. Auf ihm schließen die Alliierten ein auf zwanzig Jahre angelegtes Bündnis („Quadrupelallianz von Chaumont“)
- 7. März: Napoleon und seinen Truppen gelingt in der Schlacht bei Craonne ein letzter (allerdings verlustreicher) Sieg gegen die im Befreiungskrieg auf Paris vorrückenden preußischen und russischen Truppen.
- 9. März: Napoleon verliert die Schlacht bei Laon.
- 30. März: Die Streitkräfte der sechsten Koalition erstürmen die Höhen des vor Paris gelegenen Montmartre und marschieren nach der Kapitulation der französischen Verteidiger in Paris ein.
- 31. März: Alliierte Truppen mit dem russischen Zaren und dem König von Preußen (Friedrich Wilhelm III.) ziehen mit ihren Garden in Paris ein.
- 2. April: Der französische Senat erklärt Napoleon Bonaparte für abgesetzt. Ludwig XVIII. wird König von Frankreich.
- 6. April: Napoleon dankt nach seiner Niederlage in den Koalitionskriegen in Fontainebleau als Kaiser der Franzosen zu Gunsten seines Sohnes ab. Den Alliierten reicht dies nicht aus:
- 11. April: Die Verbündeten der Koalitionskriege legen Napoleon seine bedingungslose Abdankung als Herrscher von Frankreich und von Italien zur Unterschrift vor. Sie regelt seine Verbannung nach Elba. Napoleon unterschreibt den Vertrag zwei Tage später nach einem Suizidversuch in der Nacht davor.
- 12. April: Bei dem Versuch, über den Main zu kommen, ertrinken 62 Mitglieder vom Banner der freiwilligen Sachsen bei Miltenberg. Emich Carl zu Leiningen stiftet dort das sogenannte Sachsengrab als letzte Ruhestätte.
- 24. April: Bruder des in der Französischen Revolution hingerichteten Königs Ludwig XVI., Louis Stanislas Xavier, Graf der Provence und eine Schar Adliger kehren aus dem Exil zurück und landen in Calais. Louis übernimmt nach der Verbannung Napoleons die Macht. In Frankreich beginnt die Phase der Restauration der Monarchie der Bourbonen.
- 4. Mai: Napoleon trifft auf Elba ein.
- 4. Mai: König Ferdinand VII. hebt nach seiner Wiedereinsetzung in Spanien die Verfassung von 1812 per Dekret auf und ordnet die Rückkehr zum Absolutismus an. Auch die Inquisition wird wieder eingeführt.
- 12. Mai: Die 300.000 Mann starke napoleonische Armee wird von König Ludwig XVIII. nach Hause entlassen.
- 30. Mai: Erster Pariser Frieden mit Preußen, Österreich, Russland und Großbritannien. Im Pariser Friedensvertrag wird unter anderem in Artikel 5 die Freiheit der Schifffahrt auf dem Rhein für jedermann geregelt. Großbritannien erhält die Insel Dominica zurück.
- 4. Juni: Restauration in Frankreich: Der Bourbone Ludwig XVIII. verkündet anlässlich seiner Thronbesteigung die Charte constitutionnelle.
- 13. August: Im Britisch-Niederländischen Vertrag einigen sich beide Seiten über die grundsätzliche Rückgabe der von den Briten während der Napoleonischen Kriege weggenommenen niederländischen Kolonien.
- 3. September: Die Nassauische Verfassung von 1814 wird verkündet.
- 9. September: Die Schweizerische Eidgenossenschaft verabschiedet einen neuen Bundesvertrag in der nachnapoleonischen Zeit und beendet damit die Mediationszeit.
- 18. September: Eröffnung des Wiener Kongresses (1814/1815): Der Deutsche Bund entsteht.

#### Skandinavien
- 14. Januar: Der Frieden von Kiel beendet den Dänisch-Schwedischen Krieg. Dänemark tritt Norwegen an Schweden ab.
- 27. Februar: Norwegen erklärt seine Unabhängigkeit im Hinblick auf die geplante Union mit Schweden. König Christian VIII. von Dänemark wird zum Regenten proklamiert.

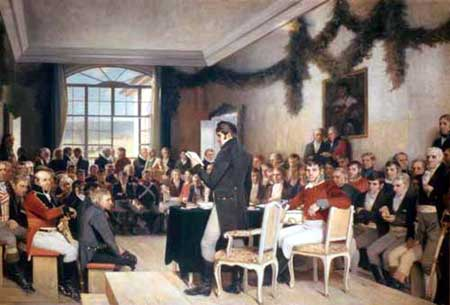
Reichsversammlung von Eidsvoll, 1814

- 17. Mai: Die norwegische Verfassung wird in Eidsvoll unterzeichnet. Sie ist zu diesem Zeitpunkt mit seinen Grundprinzipien der Volkssouveränität, der Gewaltenteilung und der Freiheit des Individuums – abgesehen vom judenfeindlichen Religionsparagrafen – die modernste Verfassung Europas.
- 26. Juli: Der Schwedisch-Norwegische Krieg beginnt mit einem Angriff der schwedischen Marine auf die norwegischen Boote in Hvaler. Die norwegischen Schiffe entkommen, können aber im weiteren Verlauf des Kriegs nicht mehr eingreifen.
- Die schwedischen Truppen überschreiten die Grenze bei Halden und belagern die nahegelegene Festung Fredriksten, gleichzeitig landen weitere 6000 Mann in Kråkerøy bei Fredrikstad. Die Festung hält der Belagerung stand, die Stadt ergibt sich am nächsten Tag.
- 5. August: Die Schlacht bei Matrand ist die blutigste Schlacht des Krieges. Sie endet mit einem Abwehrerfolg der Norweger.

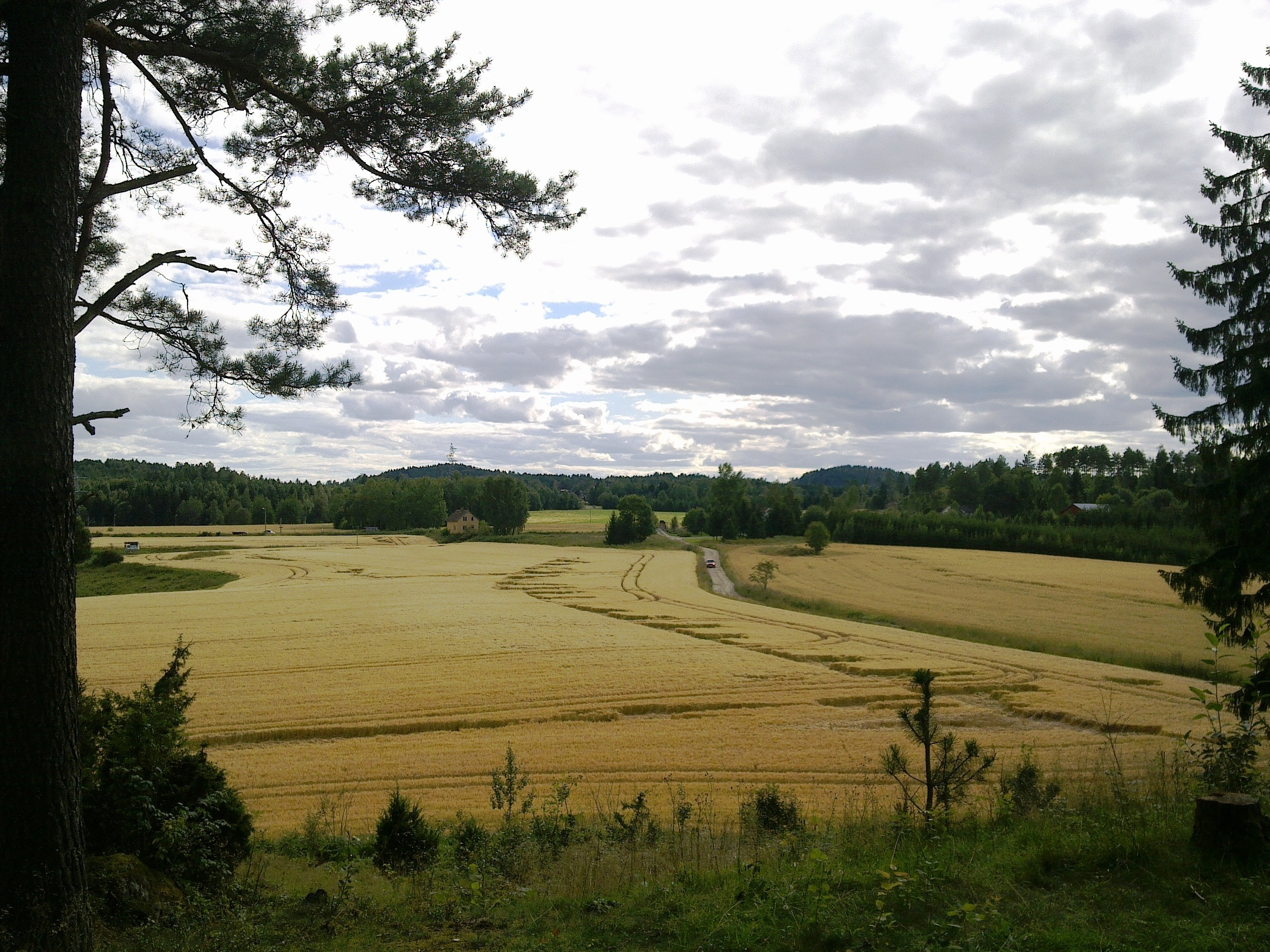
Ort der Schlacht an der Langnes-Schanze

- 9. August: Die Schlacht an der Langnes-Schanze zwischen Schweden und Norwegen ist die bislang letzte kriegerische Auseinandersetzung zwischen skandinavischen Ländern. Die norwegischen Truppen erzielen einen Abwehrerfolg, was an der sich abzeichnenden Niederlage im Krieg gegen Schweden allerdings nichts ändert.
- 10. August: In Moss beginnen Friedensverhandlungen.
- 14. August: In der Konvention von Moss vereinbaren Dänemark und Schweden, dass Norwegen eine Personalunion mit Schweden bildet und der dänische König Christian VIII. auf den norwegischen Thron verzichtet.
- 8. Oktober: Die Norweger wählen erstmals ihr Storting, das Parlament Norwegens.
- 4. November: Das norwegische Storting wählt Karl XIII. von Schweden einstimmig zu seinem Regenten. Im Frieden von Kiel war dies vorgezeichnet. Die Union zwischen Schweden und Norwegen entstand.

#### Britisch-Amerikanischer Krieg
- 28. März: Die US-Fregatte USS Essex (32 Geschütze) wird nach einer erfolgreichen Kaperfahrt im Pazifik bei Valparaíso (Chile) von einem britischen Verband aus der Fregatte HMS Phoebe (36 Geschütze) und der Sloop HMS Cherub (18 Geschütze) gestellt und ergibt sich nach einem verlustreichen Gefecht.
- 5. Mai: Britische Truppen erobern das amerikanische Fort Oswego am Ontariosee.
- 5. Juli: Eine amerikanische Brigade besiegt eine britische Truppe in der Schlacht bei Chippewa.
- 25. Juli: Die verlustreiche Schlacht bei Lundy’s Lane zwischen Briten und Amerikanern bleibt ohne klaren Sieger; sie zwingt die Amerikaner zum Rückzug und damit zur Aufgabe ihrer letzten Invasion in Kanada.

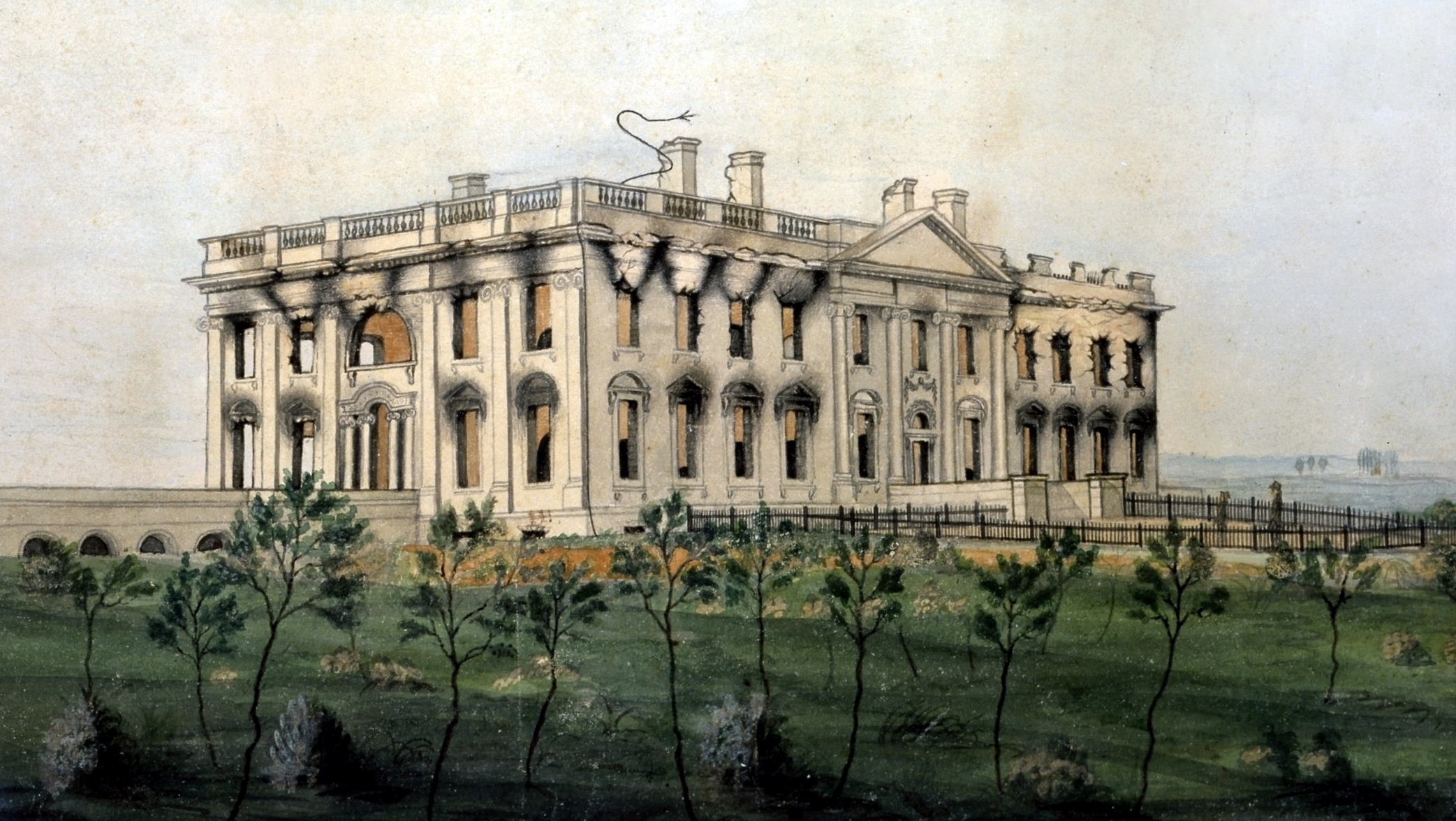
Das beschädigte Weiße Haus (Aquarell von George Munger, ca. 1814/15)

- 24. August: Eine britische Armee besiegt in der Schlacht bei Bladensburg eine fast doppelt so starke amerikanische Milizarmee und erobert die US-Hauptstadt Washington. Im Zuge der Brandstiftung durch britische Truppen, die als Brand von Washington in die Geschichte eingeht, wird das Kapitol der Vereinigten Staaten zerstört und das Weiße Haus beschädigt; US-Präsident James Madison muss mit seiner Regierung nach Virginia fliehen. Die USA erleben damit die größte militärische Demütigung ihrer Geschichte.
- 11. September: In der Schlacht bei Plattsburgh besiegen die Amerikaner die Briten und geben dem Britisch-Amerikanischen Krieg damit eine entscheidende Wende zu ihren Gunsten. Auf dem Lake Champlain besiegt die US-amerikanische Flotte unter dem Befehl Thomas Macdonoughs eine von Kanada aus herangeführte britische Flottille.
- 24. Dezember: Der Friede von Gent beendet den Britisch-Amerikanischen Krieg.

#### Weitere Ereignisse in Nordamerika
- 27. März: US-Truppen unter General Andrew Jackson besiegen die aufständischen Creek-Indianer unter Häuptling Menawa in der Schlacht am Horseshoe Bend am Tallapoosa-Fluss in Alabama.

#### Chile
- Jahresbeginn: Bernardo O’Higgins löst José Miguel Carrera als Oberbefehlshaber der chilenischen Truppen im Chilenischen Unabhängigkeitskrieg ab.
- 14. März: Francisco de la Lastra wird von der Unabhängigkeitsbewegung als Staatsoberhaupt (Director Supremo) Chiles ausgerufen.
- 19./20. März: Die Spanier werden bei zwei Angriffen auf chilenische Truppenteile zurückgeschlagen.
- 3. Mai: Die chilenische Unabhängigkeitsbewegung und der Heerführer der spanischen königstreuen Truppen schließen den Vertrag von Lircay, der Chile eine eigene Regierung zusichert, während die chilenische Zugehörigkeit zum spanischen Reich erhalten bleibt. Der Vertrag wird von beiden Seiten wenig später gebrochen.
- 23. Juli: Nach einem Putsch übernimmt eine Junta, bestehend aus José Miguel Carrera, Julián Uribe und Manuel Muñoz Urzúa die Macht.
- 1./2. Oktober: In der Schlacht von Rancagua siegen die spanischen Royalisten und ziehen bald darauf wieder in der Hauptstadt Santiago de Chile ein. Die meisten Führer der Unabhängigkeitsbewegung fliehen nach Argentinien.

#### Asien
- Der Gurkha-Krieg zwischen dem Königreich Gorkha und der Britischen Ostindien-Kompanie beginnt.

### Wirtschaft
- 25. März: König Wilhelm I. gründet De Nederlandsche Bank, die sich zur Zentralbank der Niederlande entwickelt.

### Wissenschaft und Technik
- 23. Oktober: Der Anatom und Chirurg Joseph Constantine Carpue (1764–1846) wendet in Großbritannien zur Rhinoplastik erstmals die Methode Indische Nasenplastik bei einer Nasen-Schönheitsoperation an.
- 29. November: The Times erscheint erstmals mit der von Friedrich Koenig erfundenen Schnellpresse gedruckt. Der Herausgeber John Walter hat zwei Exemplare der Zylinderpresse beim Erfinder gekauft.
- 29. Dezember: Die Naturforschende Gesellschaft zu Emden wird gegründet.
- Fraunhoferlinien: Joseph von Fraunhofer gibt ein erstes Verzeichnis von 567 Absorptionslinien im Sonnenspektrum an.

### Kultur

#### Musik und Theater
- 3. Januar: Uraufführung der Operette Die Nachtmütze des Propheten Elias von Conradin Kreutzer in Stuttgart
- 1. Februar: Uraufführung der Oper L'Oriflamme von Henri Montan Berton an der Opéra-Comique in Paris
- 24. Februar: Uraufführung der Oper Alimon und Zaide oder Der Prinz von Catanea von Conradin Kreutzer in Stuttgart
- 10. März: Uraufführung des Feenspiels Die Eselshaut oder Die blaue Insel von Johann Nepomuk Hummel am Theater an der Wien in Wien

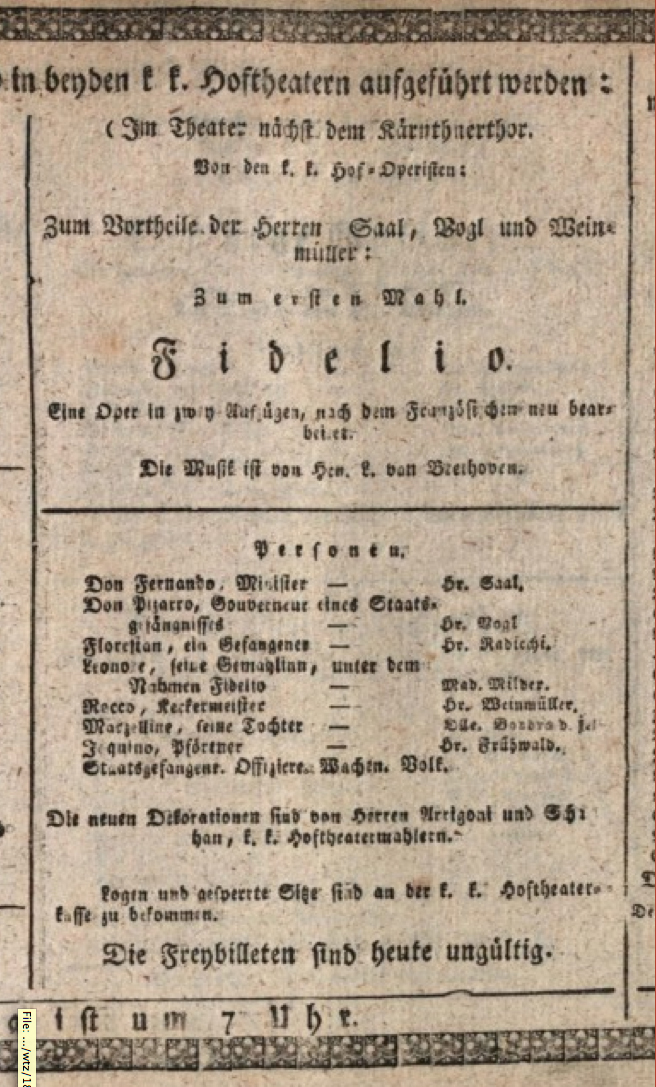
Fidelio: Anschlagzettel zur Uraufführung

- 23. Mai: Die endgültige Fassung von Ludwig van Beethovens einziger Oper Fidelio wird am Theater am Kärntnertor in Wien unter dem Dirigat von Michael Umlauf uraufgeführt. Es singen unter anderen Anna Milder-Hauptmann, Julius Radichi, Ignaz Saal, Carl Weinmüller und Anna Bondra. Das Libretto stammt von Joseph Sonnleithner, Stephan von Breuning und Georg Friedrich Treitschke; als Vorlage diente ihnen die Oper Léonore, ou L’amour conjugal von Jean Nicolas Bouilly und Pierre Gaveaux. Anders als die beiden ersten Fassungen 1805/06 wird das Werk diesmal ein Erfolg.
- 15. Juni: Uraufführung des Singspiels Die Rückfahrt des Kaisers von Johann Nepomuk Hummel am Theater an der Wien in Wien
- 11. September: Uraufführung der Oper Die Alpenhütte von Julius Miller in Königsberg

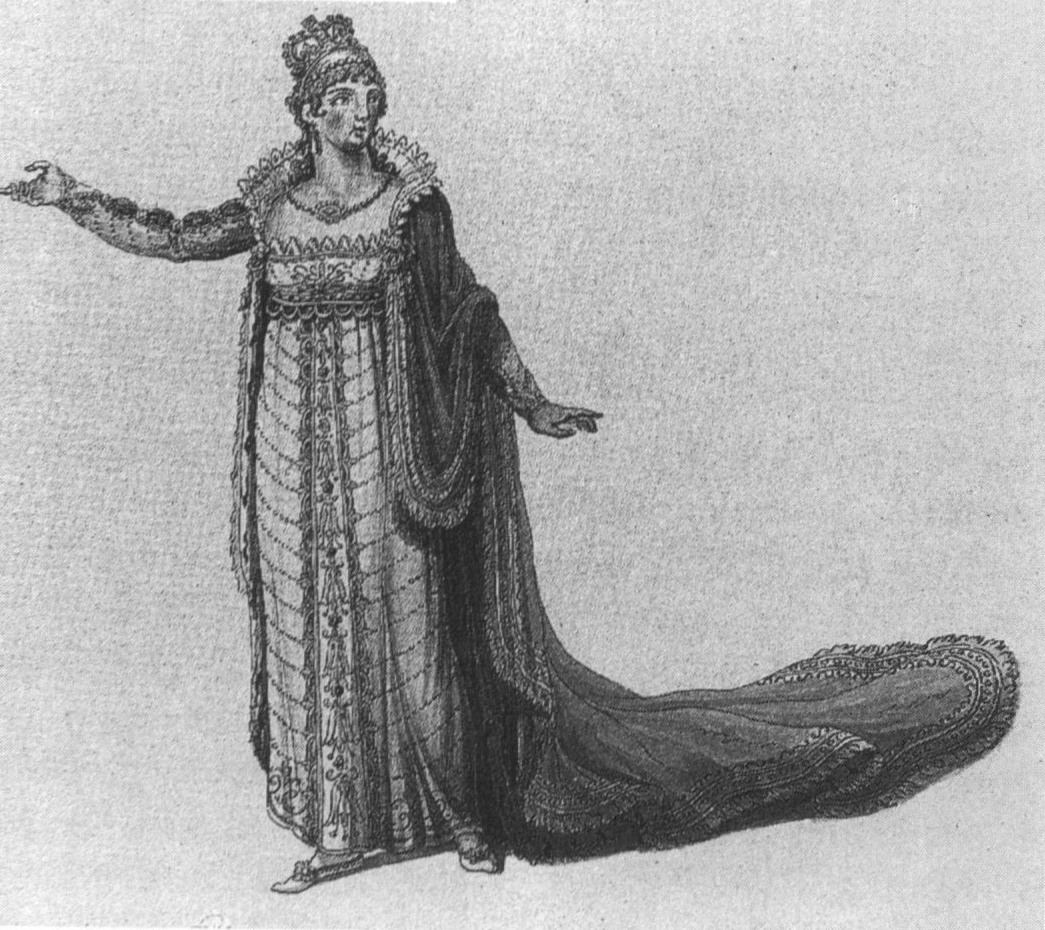
Isabella Colbran als Elisabetta, Neapel 1815

- 4. Oktober: Die Oper Elisabetta regina d’Inghilterra von Gioachino Rossini auf das Libretto von Giovanni Schmidt hat in Anwesenheit von König Ferdinand I. seine Uraufführung am Teatro San Carlo in Neapel. Sie basiert auf dem Theaterstück Il paggio di Leicester von Carlo Federici nach dem Roman The Recess von Sophia Lee. Die Aufführung wird ein großer Erfolg, was vor allem Isabella Colbran und Manuel García zu verdanken ist, die die Hauptrollen singen. Am selben Tag wird außerdem Gli amori di Adone e Venere nach einem Libretto von Paul Duport aufgeführt.
- 19. November: Uraufführung der komischen Oper Die Pflegekinder von Peter Joseph von Lindpaintner in München

#### Sonstiges
- 17. Juni: Der Botanische Garten Darmstadt entsteht, nachdem Großherzog Ludwig I. der Trockenlegung des Darmbachs und einer damit geänderten Geländenutzung zustimmt.
- Der Cadre Noir wird als reiterliches Ausbildungs- und Elitekorps des französischen Militärs gegründet.

### Religion
- Papst Pius VII. lässt mit der Bulle Sollicitudo omnium ecclesiarum weltweit den 1773 von Papst Clemens XIV. aufgehobenen Jesuitenorden wieder zu.

### Katastrophen

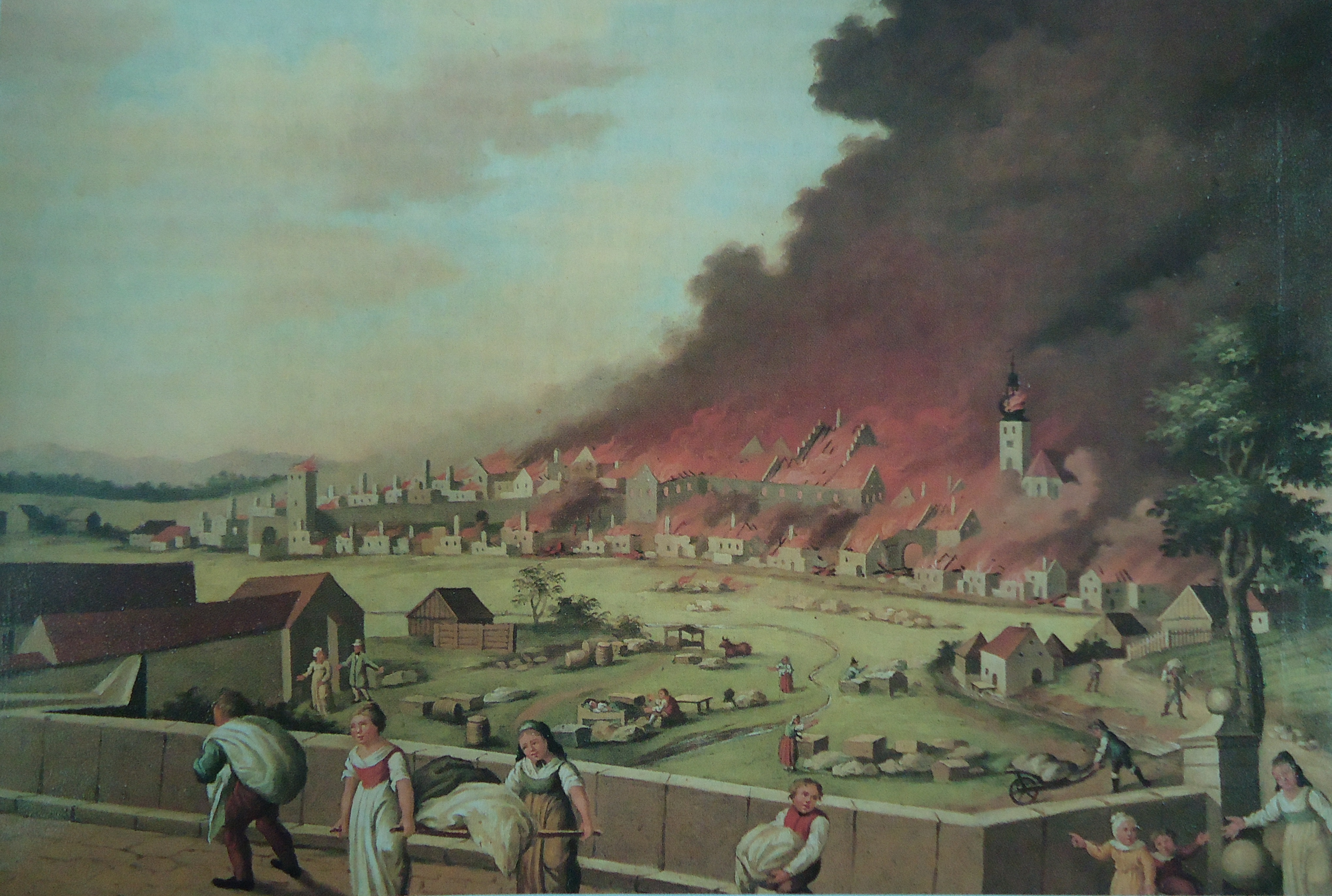
Stadtbrand von Tirschenreuth

- 30. Juli: Eine Feuersbrunst zerstört die bayerische Stadt Tirschenreuth fast vollständig.

## Geboren

### Januar/Februar
- 01. Januar: Hong Xiuquan, chinesischer Mystiker und Anführer des Taiping-Aufstandes († 1864)
- 02. Januar: Luise Mühlbach, deutsche Schriftstellerin († 1873)
- 04. Januar: Gottfried Adolf Kinau, deutscher Pastor und Astronom († 1887)
- 08. Januar: Ignaz Gulz, österreichischer Augen- und Ohrenarzt († 1874)
- 11. Januar: Charles Baker Adams, US-amerikanischer Naturforscher († 1853)
- 11. Januar: James Paget, englischer Chirurg und Pathologe († 1899)
- 14. Januar: Hiram Price, US-amerikanischer Politiker († 1901)
- 15. Januar: Johann Gottlieb Langner, schlesischer Unternehmer († 1877)
- 15. Januar: Ludwig Schläfli, Schweizer Mathematiker († 1895)
- 17. Januar: James C. Dobbin, US-amerikanischer Politiker († 1857)
- 17. Januar: Ludwik Mierosławski, polnischer Revolutionär († 1878)
- 22. Januar: Eduard Zeller, deutscher Theologe und Philosoph († 1908)
- 24. Januar: Pierre-Frédéric Dorian, französischer Politiker († 1873)
- 25. Januar: Francis Harrison Pierpont, US-amerikanischer Politiker († 1899)
- 26. Januar: Jean-Chrysostome Brauneis, kanadischer Komponist und Organist († 1871)
- 27. Januar: Eugène Viollet-le-Duc, französischer Architekt und Kunsthistoriker († 1879)

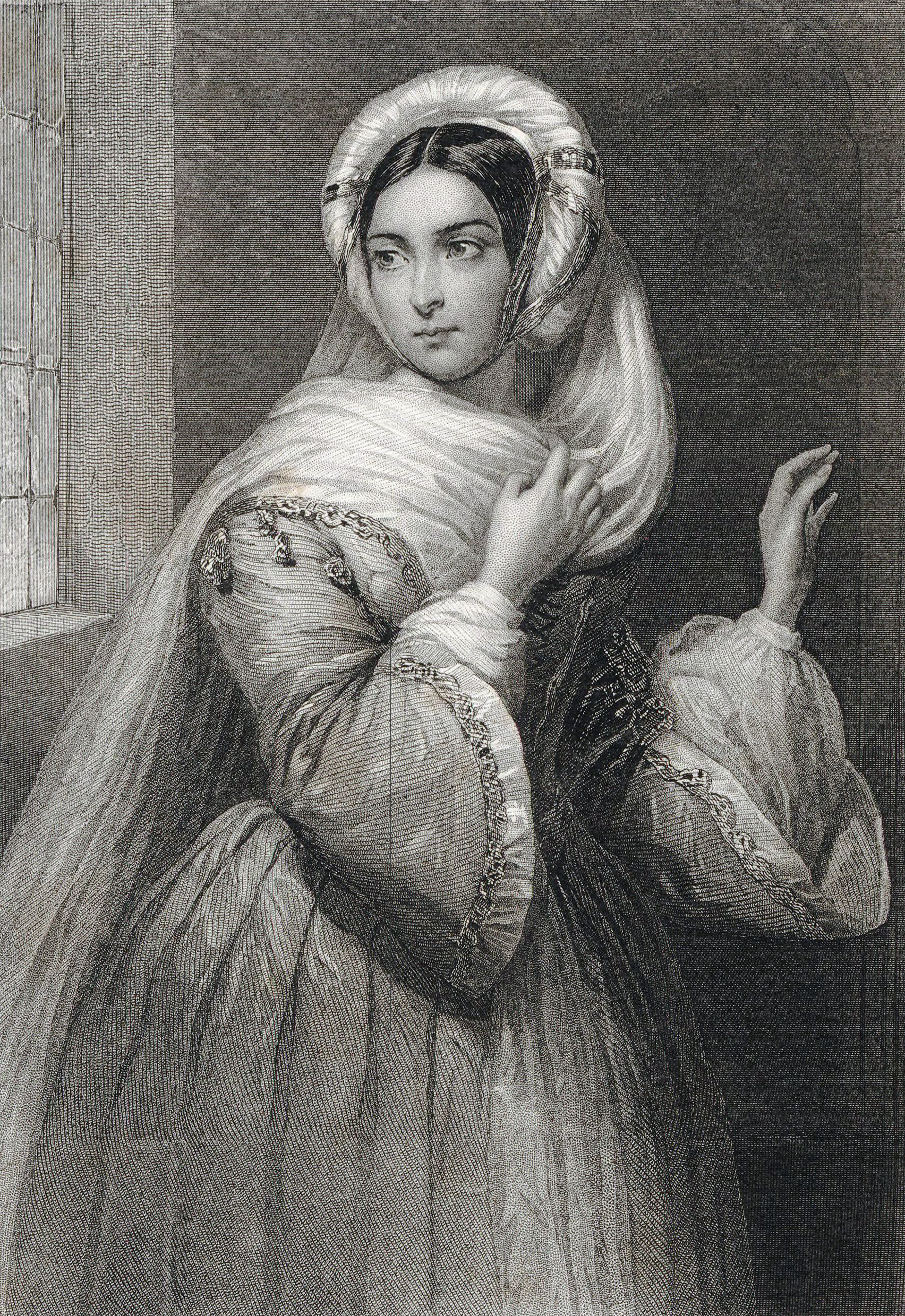
Cornélie Falcon

- 28. Januar: Cornélie Falcon, französische Opernsängerin (†  1897)
- 30. Januar: Ferdinand Schichau, deutscher Ingenieur und Werftbesitzer († 1896)
- 04. Februar: Samuel J. Tilden, US-amerikanischer Politiker († 1886)
- 05. Februar: David Thomas Ansted, englischer Geologe († 1880)
- 05. Februar: August Julius Streichenberg, deutscher Bildhauer († 1878)
- 06. Februar: Johann Matthäus Adä, deutscher Mediziner und Politiker († 1899)
- 11. Februar: Charles Andrews, US-amerikanischer Politiker († 1852)
- 12. Februar: Jenny Marx, deutsche Sozialistin und Ehefrau von Karl Marx († 1881)
- 17. Februar: Hermann Koch, deutscher Geheimer Bergrat und Vater von Robert Koch († 1877)
- 22. Februar: Oskar Kolberg, polnischer Ethnograf und Komponist († 1890)
- 24. Februar: Henry Kirke Brown, US-amerikanischer Bildhauer († 1886)
- 24. Februar: Wilhelm Benque, Landschaftsgärtner und Gartenarchitekt († 1895)
- 27. Februar: François Bertholet, Schweizer evangelischer Geistlicher († 1862)
- 27. Februar: Samuel Kleinschmidt, Herrnhuter Missionar und Erforscher der Grönländischen Sprache († 1886)

### März/April
- 05. März: Wilhelm von Giesebrecht, deutscher Historiker († 1889)
- 07. März: David Morgenstern, bayerischer Landtagsabgeordneter und Zinnfolienfabrikant († 1882)
- 09. März: John Evans, US-amerikanischer Politiker († 1897)
- 09. März: Taras Schewtschenko, ukrainischer Dichter († 1861)
- 12. März: John C. Ten Eyck, US-amerikanischer Politiker († 1879)
- 14. März: Ferdinand Konrad Bellermann, deutscher Landschaftsmaler († 1889)
- 22. März: Thomas Crawford, US-amerikanischer Bildhauer († 1857)
- 30. März: Friedrich Wilhelm August Carl von Arnim, preußischer Verwaltungsbeamter († 1890)
- 30. März: Josef Mayburger, österreichischer Maler († 1908)
- 01. April: Søren Jaabæk, norwegischer Politiker († 1894)
- 01. April: Eduard von Todesco, österreichischer Bankier, Unternehmer und Philanthrop († 1887)
- 02. April: Henry Lewis Benning, US-amerikanischer Jurist und konföderierter General im Bürgerkrieg († 1875)
- 03. April: Louis Désiré Besozzi, französischer Komponist, Organist und Pianist († 1879)
- 03. April: Lorenzo Snow, Präsident der Kirche Jesu Christi der Heiligen der Letzten Tage († 1901)
- 05. April: Felix von Lichnowsky, deutscher Politiker († 1848)
- 06. April: Miklós Ybl, ungarischer Architekt († 1891)
- 11. April: Theodor Bertschinger, Schweizer Kaufmann und Politiker († 1889)
- 12. April: Franz von Wertheim, österreichischer Industrieller († 1883)
- 15. April: Karl Goedeke, deutscher Literaturhistoriker († 1887)
- 15. April: John Lothrop Motley, US-amerikanischer Diplomat und Geschichtsschreiber († 1877)
- 17. April: August Grisebach, deutscher Botaniker und Universitätsprofessor († 1879)
- 17. April: Josef Pančić, serbischer Botaniker († 1888)
- 18. April: August Schellenberg, deutscher Buchhändler, Verleger und Herausgeber († 1869)
- 19. April: Amédée Achard, französischer Schriftsteller († 1875)
- 21. April: Béni Egressy, ungarischer Komponist, Librettist, Übersetzer und Schauspieler († 1851)
- 25. April: Léon Saunier, deutscher Verleger und Buchhändler († 1877)
- 29. April: Homer V. M. Miller, US-amerikanischer Politiker († 1896)
- 30. April: Louis-Constant Henriod, Schweizer evangelischer Geistlicher († 1874)

### Mai/Juni
- 01. Mai: Karl Wilhelm Philipp von Auersperg, böhmisch-österreichischer Politiker und Ministerpräsident († 1890)
- 01. Mai: Alphonse Ratisbonne, Mitbegründer der Kongregation Unsere Liebe Frau von Sion († 1884)
- 03. Mai: Adams George Archibald, kanadischer Rechtsanwalt und Politiker († 1892)
- 03. Mai: Peter Karl Adam Christian Friedrich Wilhelm von Aretin auf Haidenburg, deutscher Politiker († 1887)
- 05. Mai: Rudolph Bärenhart, österreichischer Bildhauer († 1836)
- 09. Mai: Adolf von Henselt, deutscher Komponist und Klaviervirtuose († 1889)
- 19. Mai: Otto Möllinger, Schweizer Naturwissenschaftler, Erfinder und Unternehmer († 1886)
- 25. Mai: Adalbert von Bredow, preußischer Generalleutnant († 1890)

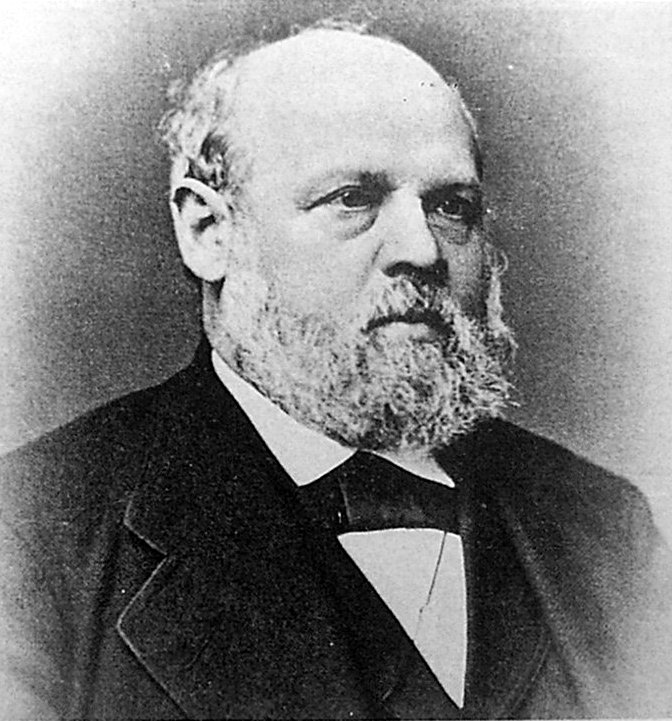
Heinrich Geißler

- 26. Mai: Heinrich Geißler, deutscher Glasbläser, Instrumentenbauer und Erfinder († 1879)
- 27. Mai: William Guybon Atherstone, südafrikanischer Arzt, Paläontologe und Geologe († 1898)
- 27. Mai: Ignaz Czernits, österreichischer Schauspieler und Theaterdirektor († 1896)
- 30. Mai: Michail Alexandrowitsch Bakunin, russischer Anarchist und Sozialrevolutionär († 1876)
- 01. Juni: Charles Anderson, US-amerikanischer Politiker († 1895)
- 02. Juni: William H. H. Ross, US-amerikanischer Politiker († 1877)

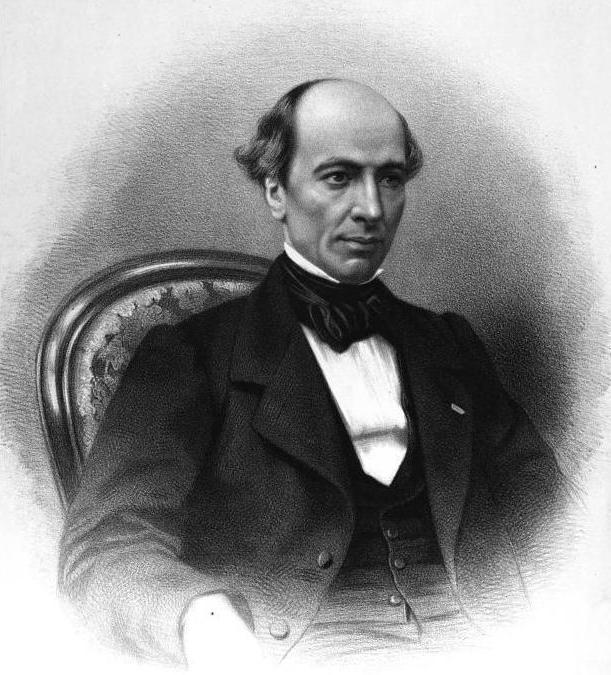
Louis Alfred Becquerel

- 03. Juni: Louis Alfred Becquerel, französischer Physiker und Mediziner († 1862)
- 04. Juni: Urs Viktor Vigier, Schweizer Jurist und Politiker († 1879)
- 10. Juni: Anton Ehrlich, deutscher Orgelbauer († 1881)
- 11. Juni: Alexis Roger, französischer Komponist († 1846)
- 14. Juni: Henry A. Edmundson, US-amerikanischer Politiker († 1890)
- 15. Juni: Pietro Lasagni, italienischer Kardinal († 1885)
- 30. Juni: Franz von Dingelstedt, deutscher Dichter und Theaterintendant († 1881)

### Juli/August
- 02. Juli: Jean-Louis Ancrenaz, schweizerischer Politiker († 1879)
- 03. Juli: John Brinckman, deutscher Schriftsteller († 1870)
- 13. Juli: Johann von Halbig, deutscher Bildhauer († 1882)
- 14. Juli: Ludwig Eichler, deutscher Schriftsteller und führende Persönlichkeit der Märzrevolution 1848 († 1870)
- 15. Juli: Hermann Schacht, deutscher Botaniker († 1864)
- 16. Juli: Alexander Graf von Attems-Heiligenkreuz, österreichischer Geheimer Rat und Feldmarschalleutnant († 1896)
- 19. Juli: Ludwig Karl Wilhelm von Gablenz, österreichischer General († 1874)

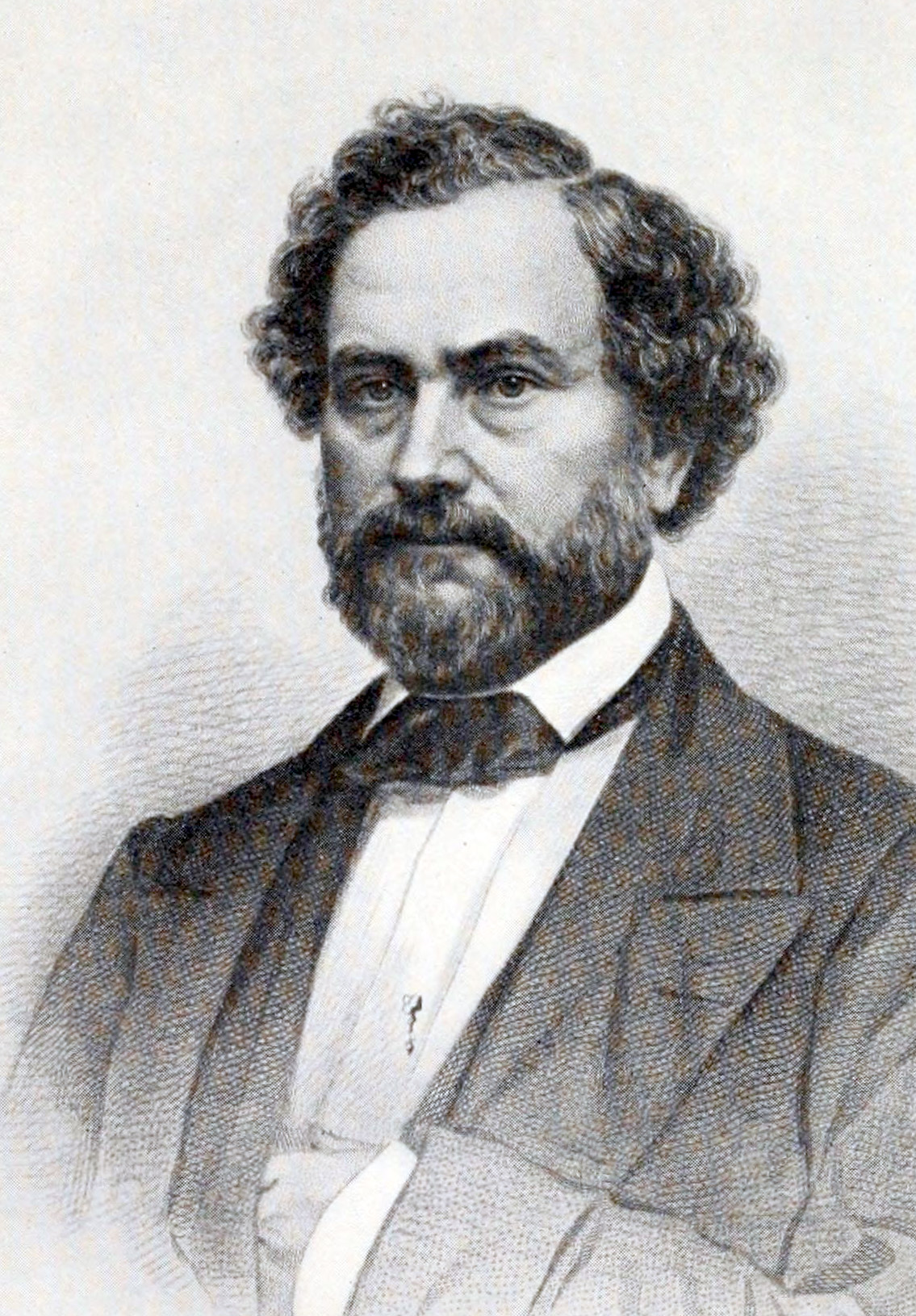
Samuel Colt

- 19. Juli: Samuel Colt, US-amerikanischer Erfinder der ersten funktionierenden Feuerwaffe mit Drehzylinder († 1862)
- 21. Juli: Alfred Saker, britischer baptistischer Missionar in Kamerun, Dorfgründer und Bibelübersetzer († 1880)
- 28. Juli: Immanuel Stockmeyer, Schweizer evangelischer Geistlicher und Hochschullehrer († 1894)
- 30. Juli: Johann Georg Halske, deutscher Unternehmer († 1890)
- 05. August: James Dixon, US-amerikanischer Politiker († 1873)
- 10. August: Ketil Motzfeldt, norwegischer Politiker († 1889)
- 10. August: Henri Nestlé, deutscher Unternehmer († 1890)
- 10. August: John C. Pemberton, US-amerikanischer General († 1881)

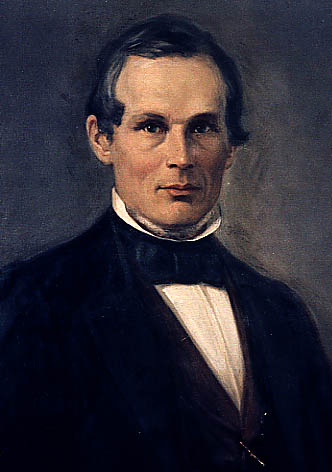
Anders Ångström

- 13. August: Anders Jonas Ångström, schwedischer Astronom und Physiker († 1874)
- 16. August: Friedrich Wilhelm Wagner, deutscher Altphilologe († 1857)
- 17. August:Carl Ausfeld, deutscher Richter und Politiker († 1900)
- 20. August: Raffaele Piria, italienischer Arzt und Chemiker († 1865)
- 28. August: Joseph Sheridan Le Fanu, irischer Schriftsteller († 1873)
- 28. August: Josue Jean Philippe Valeton der Ältere, niederländischer reformierter Theologe und Orientalist († 1906)
- 30. August: Pierre-Jules Cavelier, französischer Bildhauer († 1894)
- 30. August: Heinrich Goldstein, Lehrer an der jüdischen Schule zu Gleiwitz
- 30. August: Horace Maynard, US-amerikanischer Politiker († 1882)
- August: Carl Schultze, deutscher Orgelbauer († 1878)

### September/Oktober
- 02. September: Ernst Curtius, deutscher Archäologe und Historiker († 1896)
- 03. September: James Joseph Sylvester, englischer Mathematiker († 1897)
- 06. September: Levin Schücking, deutscher Schriftsteller († 1883)
- 07. September: Ludwig Kalisch, deutscher Schriftsteller († 1882)
- 07. September: Peter T. Washburn, US-amerikanischer Politiker († 1870)
- 08. September: Charles Étienne Brasseur de Bourbourg, französischer Historiker, Ethnologe und Archäologe († 1874)
- 10. September: Ernst Ranke, deutscher evangelischer Theologe († 1888)
- 13. September: August Wild, deutscher Edelsteingraveur († 1896)
- 14. September: William Shepperd Ashe, US-amerikanischer Politiker († 1862)
- 15. September: Ferdinand von Arnim, Architekt († 1866)
- 15. September: Leopold Knebelsberger österreichischer Komponist († 1869)
- 19. September: Karl Friedrich von Savigny, preußischer Diplomat und Politiker († 1875)
- 20. September: Antonio Gabrini, italienisch-schweizerischer Politiker († 1908)
- 20. September: Charles Gaillardot, französischer Mediziner und Naturforscher († 1883)
- 26. September: Louis Arrighi de Casanova, französischer Politiker († 1888)
- 27. September: Daniel Kirkwood, US-amerikanischer Astronom († 1895)
- 29. September: Félix Bungener, französisch-schweizerischer evangelischer Geistlicher († 1874)

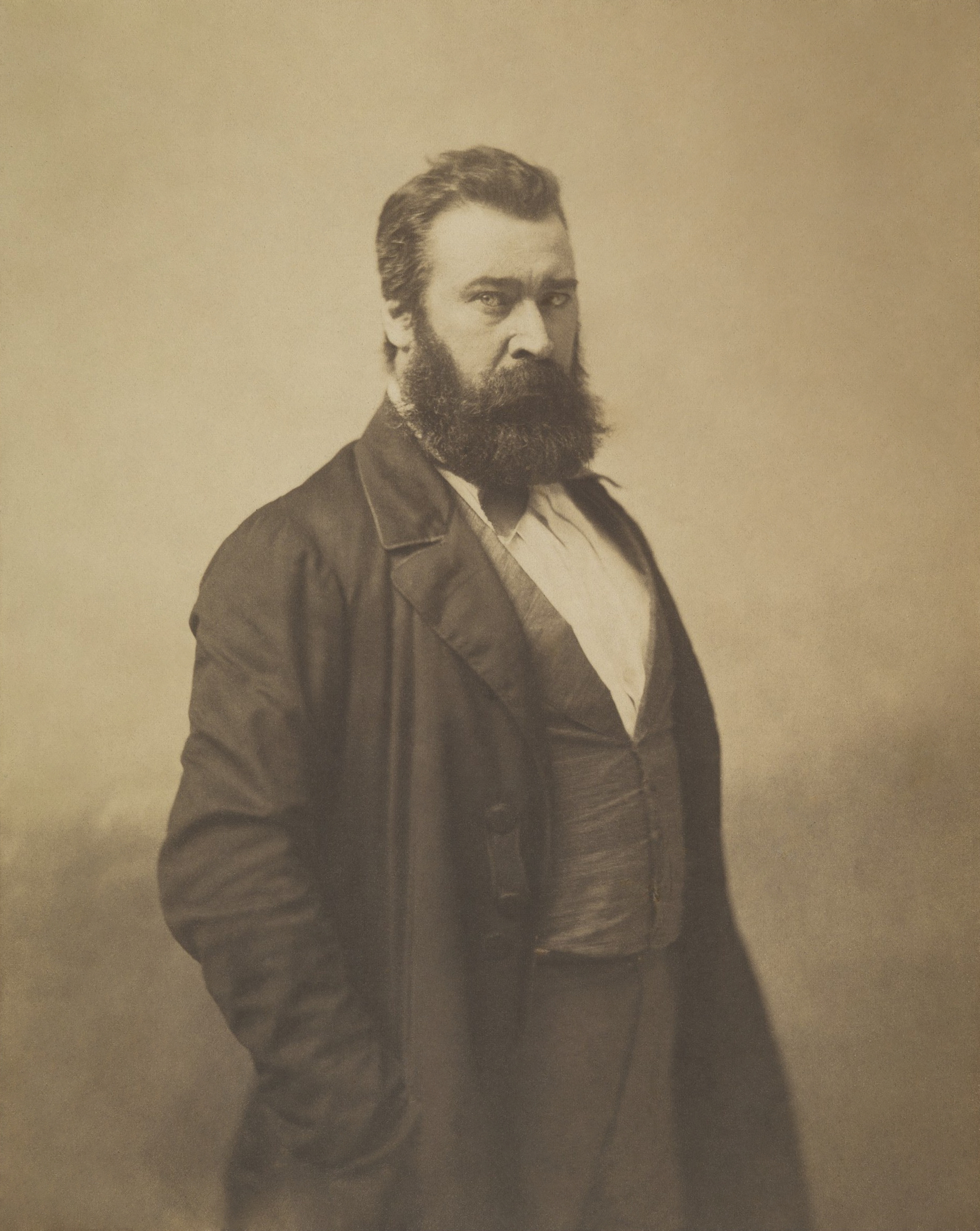
Jean-François-Millet, um 1857

- 02. Oktober: Louisa Thiers, US-amerikanische Altersrekordlerin († 1926)
- 04. Oktober: Jean-François Millet, französischer Maler († 1875)
- 07. Oktober: Julius Strobel, deutscher Orgelbauer († 1884)
- 14. Oktober: Otho R. Singleton, US-amerikanischer Politiker († 1889)
- 15. Oktober: Michail Lermontow, russischer Dichter († 1841)
- 17. Oktober: Theophil von Podbielski, preußischer General der Kavallerie († 1879)
- 18. Oktober: Virginie Griess-Traut, französische Feministin und Pazifistin († 1898)
- 18. Oktober: Elbridge G. Lapham, US-amerikanischer Politiker († 1890)
- 25. Oktober: Louis d’Orléans, duc de Nemours, französischer General († 1896)
- 26. Oktober: José Rafael Carrera Turcios, Präsident von Guatemala († 1865)

### November/Dezember
- 01. November: Josiah Gardner Abbott, US-amerikanischer Politiker († 1891)
- 05. November: Alfred de Bougy, französischer Schriftsteller († 1871)

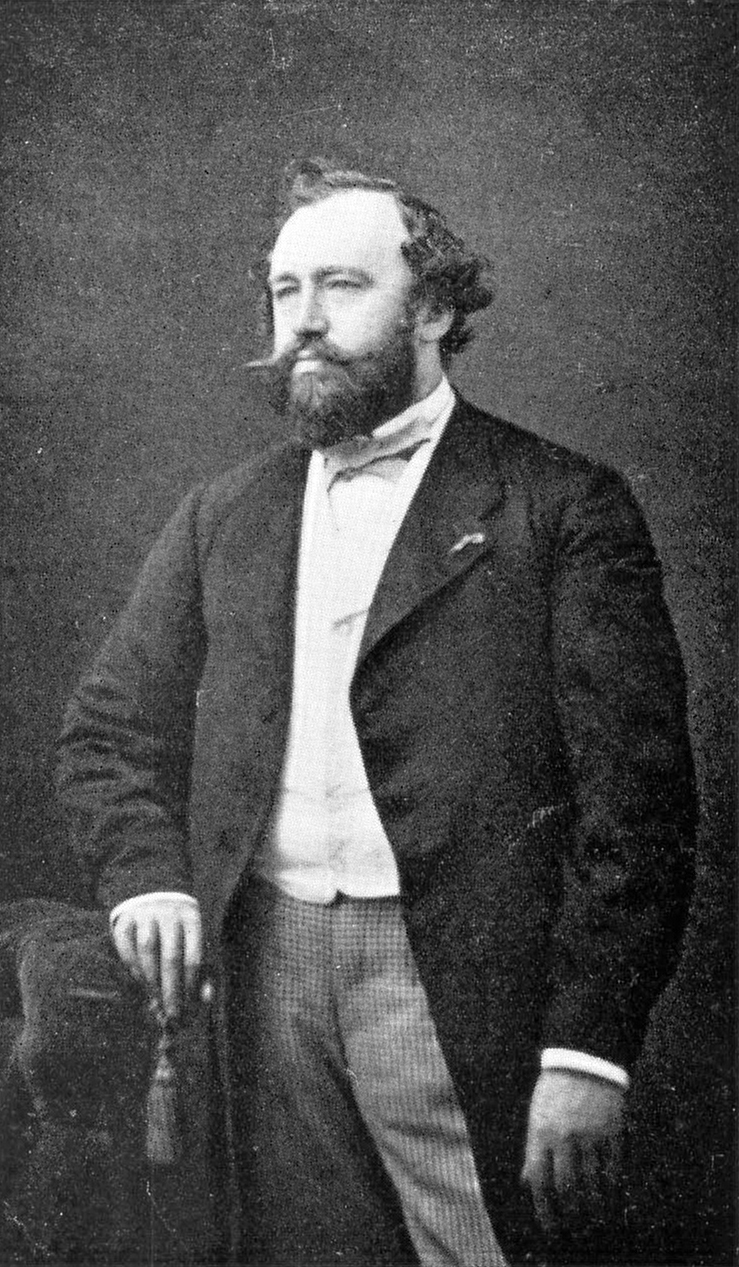
Adolphe Sax

- 06. November: Adolphe Sax, belgischer Instrumentenbauer und Saxophonist († 1894)
- 13. November: Joseph Hooker, US-amerikanischer General († 1879)
- 14. November: Edmund Bojanowski, Seliger, polnischer Ordensgründer († 1871)
- 14. November: Wilhelm Loewe, deutscher Arzt und Politiker († 1886)
- 14. November: Eduard Swoboda, österreichischer Maler († 1902)
- 19. November: Sigmund Aichhorn, österreichischer Geologe († 1892)
- 19. November: Girolamo de Rada, albanisch-italienischer Schriftsteller († 1903)
- 21. November: Gabriel Gervais Chardin, französischer Maler († 1907)
- 22. November: Jean-Baptiste-Irénée Callot, französischer Geistlicher und römisch-katholischer Bischof von Oran († 1875)
- 22. November: Christian Friedrich von Leins, deutscher Architekt († 1892)
- 23. November: Adolf Soetbeer, deutscher Nationalökonom († 1892)
- 25. November: Hans Hugo von Kleist-Retzow, preußischer Politiker († 1892)

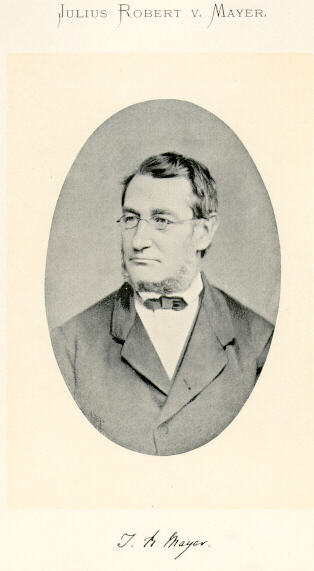
Julius Robert von Mayer

- 25. November: Julius Robert von Mayer, deutscher Arzt und Physiker († 1878)
- 26. November: Konrad Deubler, österreichischer Landwirt und Bürgermeister († 1884)
- 26. November: Louise Aston, deutsche Schriftstellerin und Frauenrechtlerin († 1871)
- 27. November: Áron Gábor, Artillerieoffizier in der ungarischen Revolution von 1848/1849 († 1849)
- 28. November: Adolph Godeffroy, deutscher Kaufmann und Mitbegründer der Hapag († 1893)
- 06. Dezember: Juan Prim, spanischer General und Staatsmann († 1870)
- 10. Dezember: Sebastian Brunner, katholischer Theologe und Schriftsteller († 1893)
- 12. Dezember: Friederike Bäuerle, österreichische Pianistin und Schriftstellerin († 1896)
- 14. Dezember: Ludwig Droste, Architekt und Stadtbaumeister († 1875)
- 14. Dezember: John S. Phelps, US-amerikanischer Politiker († 1886)
- 19. Dezember: Edwin M. Stanton, US-amerikanischer Politiker und Kriegsminister († 1869)
- 21. Dezember: Eduard von Bach, österreichischer Politiker († 1884)
- 28. Dezember: Jeremiah Clemens, US-amerikanischer Politiker († 1865)
- 28. Dezember: John Bennet Lawes, britischer Agrikulturchemiker († 1900)
- 30. Dezember: Betty Paoli, deutsche Schriftstellerin († 1894)

### Genaues Geburtsdatum unbekannt
- Qurrat al-ʿAin, persische Dichterin und Märtyrerin des Babismus († 1852)
- Simon Arzt, ägyptischer Zigarettenfabrikant und Kaufmann († 1910)
- Thomas-Louis Connolly OFMCap, irischer Ordensgeistlicher und römisch-katholischer Erzbischof von Halifax († 1876)
- John Hamilton Gray, kanadischer Politiker und Offizier († 1889)
- Charlotte Zeidler, deutsche Pianistin und Klavierlehrerin († 1896)

## Gestorben

### Januar bis April
- 04. Januar: Johann Georg Jacobi, deutscher Dichter und Publizist (* 1740)
- 15. Januar: Georg Ludwig Collins, deutscher evangelischer Geistlicher (* 1763)
- 19. Januar: Karl Friedrich Senf, deutscher evangelischer Theologe und Kirchenlieddichter (* 1739)
- 21. Januar: Jacques-Henri Bernardin de Saint-Pierre, französischer Schriftsteller (* 1737)
- 24. Januar: William Heath, US-amerikanischer Generalmajor (* 1737)
- 25. Januar: Ludwig Friedrich von Domhardt, preußischer Beamter (* 1744)
- 27. Januar: Philip Astley, Begründer des modernen Zirkus (* 1742)

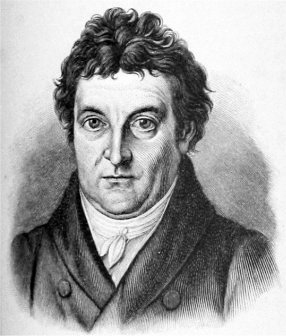
Johann Gottlieb Fichte

- 29. Januar: Johann Gottlieb Fichte, deutscher Philosoph (* 1762)
- 03. Februar: Jan Antonín Koželuh, böhmischer Komponist (* 1738)
- 09. Februar: Bonaventura von Rauch, preußischer Generalmajor (* 1740)
- 14. Februar: Franz Aßner, österreichischer Kupferstecher (* 1746)
- 18. Februar: Pavle Davidović, österreichischer General (* 1737)
- 21. Februar: Nathaniel Mitchell, US-amerikanischer Politiker (* 1753)
- 26. Februar: Johan Tobias Sergel, schwedischer Bildhauer und Zeichner (* 1740)
- 27. Februar: Julien Louis Geoffroy, Autor und Kritiker (* 1743)
- 27. Februar: Jean-Louis-Ebenezer Reynier, französischer General (* 1771)
- 01. März: Elisabeth von Matt, österreichische Astronomin und Geodätin (* 1762)
- 05. März: Andrei Nikiforowitsch Woronichin, russischer Architekt, Bildhauer und Maler (* 1759)
- 11. März: Johannes Albrecht, deutscher Arzt und Schriftsteller (* 1752)
- 11. März: Anton Dominik Aschbacher, Tiroler Freiheitskämpfer (* 1782)
- 13. März: Louis François II. de Bourbon, Fürst von Conti (* 1734)
- 16. März: Friedrich Friesen, deutscher Pädagoge und Freiheitskämpfer (* 1784)
- 20. März: Johann Christian Engel, Historiker (* 1770)
- 20. März: Jacques-Louis de Pourtalès, Schweizer Plantagenbesitzer, Unternehmer und Bankier (* 1722)
- 26. März: Joseph-Ignace Guillotin, französischer Arzt und Politiker (* 1738)
- 28. März: Clodion, französischer Bildhauer (* 1738)
- 31. März: John Dawson, US-amerikanischer Politiker (* 1762)
- 01. April: Johann August Tabor, deutscher Kaufmann und Bankier (* 1731)
- 04. April: Blasius Hueber, Landvermesser und Bauer (* 1735)
- 09. April: Johann Gottlieb Schaller, deutscher Naturforscher (* 1734)
- 12. April: Charles Burney, englischer Organist, Komponist und Musikhistoriker (* 1726)
- 22. April: Samuel Allyne Otis, US-amerikanischer Politiker (* 1740)
- 25. April: Louis-Sébastien Mercier, französischer Schriftsteller (* 1740)

### Mai bis August

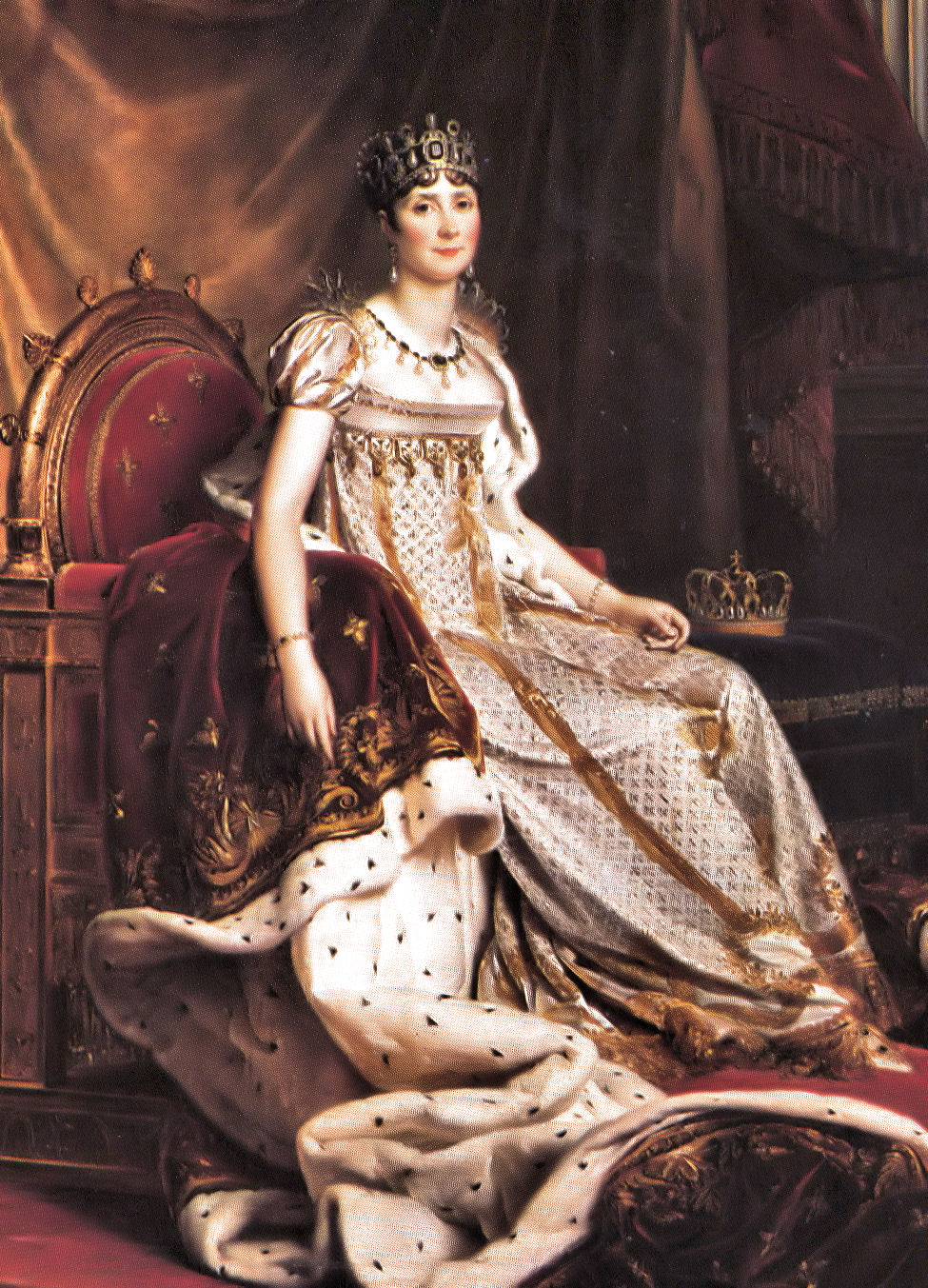
Joséphine de Beauharnais

- 01. Mai: Saud I. ibn Abd al-Aziz, Imam der Wahhabiten (* 1748)
- 02. Mai: Nicholas Gilman, US-amerikanischer Politiker (* 1755)
- 06. Mai: Georg Joseph Vogler, deutscher Komponist, Organist, Priester (* 1749)
- 11. Mai: Robert Treat Paine, britisch-amerikanischer Jurist und Politiker, einer der Gründungsväter der USA (* 1731)
- 12. Mai: Johann Anton von Pergen, österreichischer Diplomat und Staatsmann (* 1725)
- 21. Mai: Ignacio Jordán Claudio de Asso y del Rio, spanischer Jurist, Diplomat und Naturforscher (* 1742)
- 28. Mai: William Eden, 1. Baron Auckland, britischer Diplomat (* 1745)
- 29. Mai: Joséphine, Kaiserin der Franzosen (* 1763)
- 06. Juni: Antoni Angelowicz, ukrainischer Theologe (* 1759)
- 08. Juni: Friedrich Heinrich Himmel, deutscher Komponist (* 1765)
- 11. Juni: Marianne von der Mark, Tochter von Friedrich Wilhelm II. (* 1780)
- 14. Juni: Friedrich Christian von Augustenburg, Herzog (* 1765)
- 19. Juni: Friedrich Benda, deutscher Komponist (* 1745)
- 21. Juni: Gilbert Elliot-Murray-Kynynmound, 1. Earl of Minto, britischer Politiker und Diplomat (* 1751)
- 21. Juni: Johann Martin Miller, deutscher Theologe und Schriftsteller (* 1750)
- 26. Juni: Dominique Villars, französischer Arzt und Botaniker (* 1745)
- 27. Juni: Johann Friedrich Reichardt, deutscher Komponist und Musikschriftsteller (* 1752)
- 29. Juni: Edmond Dubois-Crancé, französischer Politiker und General (* 1746)
- 04. Juli: Konrad Gottlob Anton, deutscher Sprachwissenschaftler und Orientalist (* 1745)
- 04. Juli: Dirk Lohmann, deutscher Orgelbauer (* 1730)
- 10. Juli: Camillo Marcolini, sächsischer Minister, Generaldirektor der Künste und Kunstakademien sowie Direktor der Meißner Porzellanmanufaktur (* 1739)
- 12. Juli: William Howe, britischer General (* 1729)
- 19. Juli: Matthew Flinders, britischer Forschungsreisender (* 1774)
- 20. Juli: Benjamin Williams, US-amerikanischer Politiker (* 1751)
- 28. Juli: Benjamin Goodhue, US-amerikanischer Politiker (* 1748)
- 11. August: Jean Pierre Erman, deutscher Historiker (* 1735)
- 14. August: Johann Heinrich Sulzer, Schweizer Mediziner und Insektenkundler (* 1735)
- 19. August: Gustaf Mauritz Armfelt, Günstling Gustavs III. von Schweden (* 1757)
- 19. August: Angelo Tarchi, italienischer Komponist (* um 1760)
- 21. August: Benjamin Thompson, Militär- und Experimentalphysiker (* 1753)
- 24. August: Timothy Bloodworth, US-amerikanischer Politiker (* 1736)
- 25. August: Carl Englerth, Besitzer mehrerer Steinkohle-Bergwerke, Bürgermeister von Eschweiler (* 1756)
- 27. August: Johann Baptist Seele, deutscher Maler (* 1774)

### September bis Dezember
- 01. September: Erik Tulindberg, finnischer Komponist (* 1761)
- 08. September: Maria Karolina von Österreich, Königin von Neapel-Sizilien (* 1752)
- 11. September: Johann Georg Ferdinand von Ammon, preußischer Beamter (* 1761)
- 17. September: Jacques Bernard d’Anselme, französischer Generalleutnant (* 1740)
- 17. September: Vicente Salias, venezolanischer Revolutionär, Journalist und Schriftsteller (* 1776)
- 20. September: Daniel Klugkist, deutscher Jurist und Kommunalpolitiker, Senator und Bürgermeister von Bremen (* 1748)
- 21. September: Johann Ludewig Hogrewe, deutscher Ingenieur und Kartograf (* 1737)
- 21. September: Robert Ross, britischer General (* 1766)
- 22. September: Heinrich XLIII., Paragiatsherr von Reuß-Köstritz (* 1752)
- 22. September: August Wilhelm Iffland, deutscher Schauspieler, Theaterdirektor und Dramatiker (* 1759)
- 23. September: Johann Jakob von Pistor, russischer Generalleutnant (* 1739)
- 01. Oktober: Guillaume-Antoine Olivier, französischer Arzt und Zoologe (* 1756)
- 08. Oktober: Adalbert von Harstall, letzter Fürstbischof von Fulda (* 1737)
- 16. Oktober: José Antonio Caro de Boesi, venezolanischer Komponist (* um 1740)
- 16. Oktober: Juan José Landaeta, venezolanischer Komponist (* 1780)
- 19. Oktober: Mercy Otis Warren, US-amerikanische Schriftstellerin (* 1728)
- 28. Oktober: Caspar Steinlin, Schweizer Bürgermeister (* 1740)
- 30. Oktober: Georg Heinrich von Berenhorst, deutscher Militärschriftsteller (* 1733)
- 02. November: Traugott Andreas Biedermann, deutscher Politiker und Rechtswissenschaftler (* 1743)
- 07. November: Gottfried Mind, Schweizer Zeichner (* 1768)
- 07. November: Sigmund Christoph von Waldburg zu Zeil und Trauchburg, Fürstbischof von Chiemsee und Administrator von Salzburg (* 1754)
- 10. November: Jean-Louis Aubert, französischer Weltgeistlicher, Fabeldichter, Journalist und Literaturkritiker (* 1731)
- 15. November: Georg Anton Bredelin, Lehrer, Schulvisitator, Dichter, Musiker und Komponist (* 1752)
- 18. November: Aleijadinho, Baumeister und Bildhauer des brasilianischen Barock (* 1738)
- 23. November: Elbridge Gerry, US-amerikanischer Politiker (* 1744)
- 30. November: Jean-Michel Moreau, französischer Kupferstecher und Radierer (* 1741)

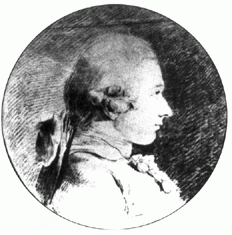
Marquis de Sade

- 01. Dezember: Georg Ludwig von Edelsheim, badischer Minister (* 1740)
- 02. Dezember: Donatien Alphonse François de Sade, französischer Adliger und Autor (* 1740)
- 05. Dezember: José Tomás Boves, venezolanischer Caudillo (* 1782)
- 10. Dezember: José Ángel Lamas, venezolanischer Komponist (* 1775)
- 11. Dezember: Marie-Louise O’Murphy, französische Kurtisane und Mätresse Ludwigs XV. (* 1737)
- 13. Dezember: Jean-Baptiste Broussier, französischer General (* 1766)
- 13. Dezember: Charles Joseph de Ligne, österreichischer Feldmarschall (* 1735)
- 26. Dezember: Nicolas François Guillard, französischer Librettist (* 1752)
- 30. Dezember: Richard Brent, US-amerikanischer Politiker (* 1757)

### Genaues Todesdatum unbekannt
- Philipp Karl Graf von Arberg, deutsch-österreichischer Adeliger (* 1776)